# Seznam utkání HC Dynamo Pardubice v hokejové lize mistrů

## Utkání Pardubic v hokejové lize mistrů
| Utkání | Datum utkání | Sezona    | Soutěž                | Domácí                       | Výsledek | Hosté                        | Třetiny                     | Branky Pardubic                                                              |
| ------ | ------------ | --------- | --------------------- | ---------------------------- | -------- | ---------------------------- | --------------------------- | ---------------------------------------------------------------------------- |
| 01.    | 22.8.2014    | 2014/2015 | Skupina F             | Linköpings HC                | 2 : 1    | HC ČSOB Pojišťovna Pardubice | (1:0, 0:0, 1:1)             | Radoslav Tybor                                                               |
| 02.    | 24.8.2014    | 2014/2015 | Skupina F             | TPS Turku                    | 2 : 1    | HC ČSOB Pojišťovna Pardubice | (0:1, 0:0, 2:0)             | Jan Semorád                                                                  |
| 03.    | 5.9.2014     | 2014/2015 | Skupina F             | HC ČSOB Pojišťovna Pardubice | 3 : 6    | Linköpings HC                | (1:4, 2:0, 0:2)             | Tomáš Marcinko, Lukáš Radil, Tomáš Zohorna                                   |
| 04.    | 7.9.2014     | 2014/2015 | Skupina F             | HC ČSOB Pojišťovna Pardubice | 2 : 3 SN | TPS Turku                    | (1:2, 1:0, 0:0 ; 0:0 ; 0:1) | Jan Semorád, Lukáš Radil                                                     |
| 05.    | 23.9.2014    | 2014/2015 | Skupina F             | HC ČSOB Pojišťovna Pardubice | 1 : 3    | Bolzano-Bozen Foxes          | (0:1, 1:1, 0:1)             | Lukáš Nahodil                                                                |
| 06.    | 7.10.2014    | 2014/2015 | Skupina F             | Bolzano-Bozen Foxes          | 4 : 3    | HC ČSOB Pojišťovna Pardubice | (0:1, 1:2, 3:0)             | 2× Lukáš Radil, Jan Ščotka                                                   |
| 07.    | 22.8.2015    | 2015/2016 | Skupina E             | HC ČSOB Pojišťovna Pardubice | 2 : 3    | HC Davos                     | (1:0, 1:2, 0:1)             | 2× Radoslav Tybor                                                            |
| 08.    | 30.8.2015    | 2015/2016 | Skupina E             | HC ČSOB Pojišťovna Pardubice | 2 : 3    | Färjestad BK                 | (0:1, 0:0, 2:2)             | Jakub Svoboda, Tomáš Rolinek                                                 |
| 09.    | 3.9.2015     | 2015/2016 | Skupina E             | Färjestad BK                 | 4 : 3 PP | HC ČSOB Pojišťovna Pardubice | (0:0, 0:2, 3:1, 1:0)        | Tomáš Marcinko, Jakub Svoboda, Radoslav Tybor                                |
| 10.    | 5.9.2015     | 2015/2016 | Skupina E             | HC Davos                     | 5 : 3    | HC ČSOB Pojišťovna Pardubice | (2:0, 1:2, 2:1)             | Tomáš Rolinek, Adam Havlík, Patrik Poulíček                                  |
| 11.    | 21.8.2016    | 2016/2017 | Skupina A             | HC ČSOB Pojišťovna Pardubice | 3 : 2 SN | Frölunda Indians             | (1:1,1:1,0:0-0:0)           | Ladislav Havlík, Tomáš Klimenta, David Tomášek - rozhodující SN              |
| 12.    | 27.8.2016    | 2016/2017 | Skupina A             | Frölunda Indians             | 5 : 2    | HC ČSOB Pojišťovna Pardubice | (3:0,0:2,2:0)               | Tomáš Klimenta, Petr Sýkora                                                  |
| 13.    | 4.9.2016     | 2016/2017 | Skupina A             | Grizzlys Wolfsburg           | 6 : 0    | HC ČSOB Pojišťovna Pardubice | (1:0,3:0,2:0)               | nikdo                                                                        |
| 14.    | 7.9.2016     | 2016/2017 | Skupina A             | HC ČSOB Pojišťovna Pardubice | 6 : 1    | Grizzlys Wolfsburg           | (1:0,2:0,3:1)               | 2× Nicholas Schaus, 2× Michal Bárta, Justin Hodgman, Branislav Rapáč         |
| 15.    | 31.8.2023    | 2023/2024 | Základní skupina      | HC Dynamo Pardubice          | 1 : 3    | Tampereen Ilves              | (0:1,0:1,1:1)               | Lukáš Radil                                                                  |
| 16.    | 3.9.2023     | 2023/2024 | Základní skupina      | Skellefteå AIK               | 3 : 4    | HC Dynamo Pardubice          | (2:2,1:0,0:2)               | Jan Mandát, David Cienciala, Adam Musil, Lukáš Sedlák                        |
| 17.    | 7.9.2023     | 2023/2024 | Základní skupina      | HC Dynamo Pardubice          | 5 : 1    | Stavanger Oilers             | (2:0,2:1,1:0)               | Tomáš Hyka, David Cienciala, Robert Kousal, Jan Mandát, Tomáš Zeman          |
| 18.    | 9.9.2023     | 2023/2024 | Základní skupina      | HC Dynamo Pardubice          | 6 : 1    | ERC Ingolstadt               | (4:0,2:0,0:1)               | Daniel Rákos, 2× David Cienciala, Robert Říčka, Lukáš Sedlák, Tomáš Urban    |
| 19.    | 10.10.2023   | 2023/2024 | Základní skupina      | HC Servette Ženeva           | 3 : 2 PP | HC Dynamo Pardubice          | (0:0, 1:0, 1:2, 1:0)        | Robert Říčka, Robert Kousal                                                  |
| 20.    | 18.10.2023   | 2023/2024 | Základní skupina      | Belfast Giants               | 3 : 2    | HC Dynamo Pardubice          | (1:2, 0:0, 1:2, 0:0)        | Martin Kaut, Jan Kolář                                                       |
| 21.    | 15. 11. 2023 | 2023/2024 | Osmifinále (1 zápas)  | Tampereen Ilves              | 1 : 3    | HC Dynamo Pardubice          | (1:1, 0:2, 0:0)             | 2× Lukáš Radil, Tomáš Zohorna                                                |
| 22.    | 21. 11. 2023 | 2023/2024 | Osmifinále (2 zápas)  | HC Dynamo Pardubice          | 2 : 2    | Tampereen Ilves              | (0:1, 1:1, 1:0)             | Martin Kaut, Adam Musil                                                      |
| 23.    | 6. 12. 2023  | 2023/2024 | Čtvrtfinále (1 zápas) | HC Dynamo Pardubice          | 4 : 6    | Lukko Rauma                  | (2:4, 0:1, 2:1)             | Lukáš Radil, Jan Košťálek, Jan Mandát, Robert Kousal                         |
| 24.    | 12. 12. 2023 | 2023/2024 | Čtvrtfinále (2 zápas) | Lukko Rauma                  | 2 : 3    | HC Dynamo Pardubice          | (0:0, 2:1, 0:2)             | Peter Čerešňák, Adam Musil, Tomáš Hyka                                       |
| 25.    | 5. 9. 2024   | 2024/2025 | Základní skupina      | HC Dynamo Pardubice          | 7 : 0    | AV19 Fehérvár                | (2:0, 2:0, 3:0)             | Peter Čerešňák, 2× Lukáš Sedlák, Jiří Smejkal, Daniel Herčík, 2× Martin Kaut |
| 26.    | 7. 9. 2024   | 2024/2025 | Základní skupina      | HC Dynamo Pardubice          | 5 : 1    | Tappara                      | (1:0, 3:0, 1:1)             | Martin Kaut, Tomáš Zohorna, Lukáš Radil, Lukáš Sedlák, Robert Kousal         |
| 27.    | 13. 9. 2024  | 2024/2025 | Základní skupina      | Eisbären Berlín              | 3 : 2 SN | HC Dynamo Pardubice          | (1:1, 1:0, 0:1 ; 0:0 ; 3:2) | Martin Kaut, Roman Červenka                                                  |
| 28.    | 15. 9. 2024  | 2024/2025 | Základní skupina      | Straubing Tigers             | 3 : 2    | HC Dynamo Pardubice          | (1:1, 0:1, 2:0)             | Tomáš Zohorna, David Musil                                                   |
| 29.    | 09. 10. 2024 | 2024/2025 | Základní skupina      | HC Dynamo Pardubice          | 2 : 3    | Pelicans                     | (2:2, 0:0, 0:1)             | Lukáš Radil, Jiří Smejkal                                                    |
| 30.    | 16. 10. 2024 | 2024/2025 | Základní skupina      | Sheffield Steelers           | 3 : 2 SN | HC Dynamo Pardubice          | (0:0, 2:1, 0:1; 0:0 ; 3:2)  | Daniel Rákos, Tomáš Zohorna                                                  |

## Celková bilance
| HC Dynamo Pardubice        | Doma / venku                      | Celkem |
| -------------------------- | --------------------------------- | ------ |
| Vítěz HC Dynamo Pardubice  | 6× vítěz doma - 2× vítěz venku    | 8×     |
| Prohra HC Dynamo Pardubice | 8× prohra doma - 13× prohra venku | 21×    |
| Remíza                     | 1×                                |        |
| Počet zápasů               | 30×                               |        |